# الدولة الزيارية
الدَّولة الزياريَّة أو الزِّيَّارِيُّوْنَ أو آلَ زِيَارٍ أو دَوْلَةُ بَنِي زِيَارٍ (بالفارسية: زیاریان) هُم سُلَالَةٌ إِيْرَانِيَّةٌ حَاكِمَةٌ مِنْ عَائِلَتَي جيلاك-ديلم اِسْتَوْطَنُوا الأراضي الجنوبية الشرقية لبحر قزوين. كان الأُمَرَاءُ الزَّيارِيونَ أُمراءَ هيركانيا وطبرستان في القرنين الرابع والخامس من الهجرة، وكانت قوميس وديلم وغيلان أيضًا تحت حُكمهم في بعض الفترات. تأسست دولة بني زيار عام 319 هـ وأصبحت إحدى حُكُومَاتِ الدِّيَالِمَةِ التي استطاعت أَنْ تحكم أجزاء من الدولة العباسية خلال الفترة الإيرانية الوسطى. بمرور الوقت، تناقصت أراضي الزياريين وأصبحوا حكومة دمية. المعلومات عن آخر أمراءِهِم محدودة، لكنهم احتفظوا بجزء من أراضيهم الموروثة حتى عام 486 هـ.
كان نسل زيار، سلف العائلة، من داخل في غيلان. مرداويج هو مؤسس هذه السلالة، الذي كان في خدمة الجيش مع علويو مزندران وأسفر بن شروية قبل توليه السلطة. كان هدف مرداويج هو إحياء الإمبراطورية الساسانية والإطاحة بسلطة الدولة العباسية. في هجومه على جبل وأصفهان وخوزستان، تمكن من احتلال أجزاء كثيرة من الأراضي الإسلامية، لكنه فشل في النهاية في تحقيق أهدافه وقتل على يد طاقمه. بعد وفاة مردويج، أقسمت حاشيته الولاء لأخيه وشمكير. في بداية وصول وشمكير إلى الإمارة، واجه الحملات السامانية والبويهية، واستمرت هذه الحروب طوال فترة حكمه. عانى وشمكير من هزيمة قاسية في معركة إسحاق آباد وخسر العديد من مناطق أراضيه، ومنذ ذلك الحين اقتصر الحكم الزياري على هيركانيا وطبرستان والمناطق المحيطة بها. منذ ذلك الحين، أصبح الزياريون، على الرغم من أنهم ما زالوا مستقلين رسميًا، خاضعين للحكومات المجاورة. أقام بيستون علاقات وثيقة مع البويهيين والخليفة، مما أدى إلى إحلال السلام في منطقته، وبعده، أصبح هذا النمط هو الأسلوب السائد في السلوك السياسي للزياريين. قطع قابوس بن وشمكير التحالف مع البويهيين واتحد مع الأمراء السامانيين، وكانت هناك معارك كثيرة بين هاتين الجبهتين؛ حتى هُزم قابوس ولجأ إلى البلاط الساماني وبقي بعيدًا عن الحكومة ثمانية عشر عامًا. في عام 388 هـ، تمكن قابوس من استعادة أرضه السابقة وإكمال إحدى فترات الزياريين الأكثر إشراقًا. بعده، أصبح الأمراء الزياريون تحت حماية الغنزويين. خلال فترة مانوشهر، دخلت سلالة الزياري في انحدارها وأصبحت تعتمد على السلاطين الغنزويين الذين كانوا يتمتعون بسلطة أكبر في خراسان. وبهذه الطريقة خلال هذه الفترة، تحول الزياريون من حكومة مستقلة إلى سلطة خاضعة للسيطرة. تتوفر معلومات قليلة عن فترات حكم الأمراء القادمين زياري وأنوشيرفان ودارا وكيكافوس وجيلانشاه. في عام 433 هـ، أنهى طغرل بك الحكم الزياري على طبرستان وهيركانيا، وفي النهاية دُمِّرَتْ بقايا هذه العائلة على يد الدولة الإسماعيلية النزارية.
في بداية عملهم، اعتمادًا على قوتهم العسكرية، احتل الزياريون جزءًا كبيرًا من المناطق الواقعة تحت الخلافة العباسية، ولكن مع وفاة مؤسس هذه السلالة، مرداويج؛ سرعان ما تراجعت قوتهم وأصبحت دويلة حاجزة في جبال ألبرز بين السامانيين والبويهيين، التي كانت مكان الصراع بين الحكومتين في ولايتيهم خراسان والجبال لسنوات عديدة، وكان الأمراء الزياريون يعتمدون على إحدى هاتين المنطقتين. أعلن جميع حكام زيار الطاعة وقبلوا الطقوس من الخليفة لتأكيد حقهم في حكم الخلافة. فقدت مثالية زياري لإعادة إعمار إيرانشهر، وتوسع الزيدية ومعارضة هذه السلالة لنظام الخلافة، تلاشت بسرعة كبيرة؛ مع ذلك، لم ينس أمراء الزيار الانتباه إلى الأدب والثقافة الفارسية والطبارية، ونشأ العديد من الكُتَّاب والعُلماء في بِلاطِهم، فعندما حل الغزنويون محل السامانيين في خراسان تقرب الأمراء الزياريون من هذه العائلة؛ فأولًا أصبحوا معتمدين على النظام الملكي الغزنوي من خلال الزواج السياسي، ثم أصبحوا وكلاء لهم، بالتالي انحدار الحكومة الغزنوية، كما فقدت الإمارة الزيارية هيمنتها، واستقرت الدَّولة في أيامها الأخيرة في بعض القلاع الموجودة في ألبرز فقط. كتب الأُمراء الزياريون العديد من الأعمال باللغات الطبارية والعربية والفارسية، وأشهرها قابوس نامه لكيكاوس.

### فهرست المراجع
بِاللُغتين العربيَّة والفارسيَّة
1. ↑  إسلامي (1390)، ص. 104.
2. ↑  مهرآبادی (1374)، ص. 2.

بِلُغاتٍ أوروپيَّة
1. ↑  Eaton (2021).

### ثبت المراجع(مُرتَّبة حسب تاريخ النشر)
كُتُب ودوريَّات باللُّغة العربيَّة:
كُتُب ودوريَّات باللُّغة الفارسيَّة:
- مهرآبادی، میترا (1374). تاریخ سلسله زیاری. دنیای کتاب. ص. 349.
- إسلامي، حسين (1390). مازندران در تاریخ (ط. الأولى). ساري: شلفین. ISBN:978-600-100-178-9.

بِلُغَاتِ أُوْرُوْبِّيَّةٍ:
- Eaton, Richard (2021). "The Persian Cosmopolis". Oxford Research Encyclopedia of Asian History (بالإنجليزية). Archived from the original on 2022-06-28. Retrieved 2021-02-23.